# Округ Кук (Тексас)
Округ Кук (енгл. Cooke County) је округ у америчкој савезној држави Тексас. По попису из 2010. године број становника је 38.437.

## Демографија
Према попису становништва из 2010. у округу је живело 38.437 становника, што је 2.074 (5,7%) становника више него 2000. године.
| Група             | 2000.          | 2010.          |
| Белци             | 30.826 (84,8%) | 30.255 (78,7%) |
| Афроамериканци    | 1.112 (3,1%)   | 1.054 (2,7%)   |
| Азијати           | 122 (0,3%)     | 290 (0,8%)     |
| Хиспаноамериканци | 3.627 (10,0%)  | 5.997 (15,6%)  |
| Укупно            | 36.363         | 38.437         |